# Нижньоманай
Нижньомана́й (рос. Нижнеманай) — село у складі Упоровського району Тюменської області, Росія.
Населення — 92 особи (2010, 93 у 2002).
Національний склад станом на 2002 рік:
- росіяни — 98 %